# Willa Catherová
Willa Sibert Catherová (anglicky Willa Cather, 7. prosince 1873, Winchester, Virginie – 24. dubna 1947, New York) byla americká spisovatelka, básnířka a kritička, laureátka Pulitzerovy ceny.

## Život
Willa Catherová se narodila v početné rodině baptistických farmářů ve Virginii, roku 1882 se však rodina přestěhovala do Nebrasky, což byl v té době ještě Divoký západ. Studovala anglickou literaturu na University of Nebraska, kde roku 1894 promovala a pracovala jako novinářka a kritička.
Od roku 1896 žila v Pittsburghu, kde učila angličtinu a latinu a psala do různých časopisů. Roku 1906 se přestěhovala do New Yorku a pracovala jako redaktorka pro McClure’s Magazine, kde roku 1912 také vyšel na pokračování její první román Alexander's Bridge. Proslavila se následující trilogií z prérie O Pioneers! (1913), The Song of the Lark (1915) a My Antonia (1918) a roku 1923 obdržela Pulitzerovu cenu za román One of Ours.

## Dílo
Na začátku ji inspiroval Henry James, jinak dávala přednost spisovatelům jako Dickens, Thackeray, Emerson, Hawthorne, Balzac, Flaubert nebo Tolstoj před svými současníky, jako byl James Joyce nebo Gertrude Steinová.
Hlavním tématem jejích románů je tvrdý život švédských, francouzských a českých přistěhovalců, kteří po roce 1862 (na základě Homestead Act) získávali půdu v Nebrasce. Sama však přes rostoucí popularitu žila skrytě v New Yorku se svou lesbickou přítelkyní, nevyjadřovala se k aktuálním otázkám a než zemřela, nařídila spálit celou svoji korespondenci.

### Citát
"Kde je velká láska, tam jsou vždycky zázraky."

## Spisy
Její díla byla přeložena do mnoha jazyků, česky a slovensky vyšlo:
- Ó pionýři!. Meisterkoch 2023
- Lucy Gayheartová. Praha: Vyšehrad 1985
- Moje Antonie. Praha: Práce 1975
- Profesorov dom. Bratislava: Tatran 1972
- Smrt si jde pro arcibiskupa. Praha: Vyšehrad 1972
- Farmář Rosický. F. Topič (Praha) 1933
- Stíny na úskalí. Praha: F. Borový 1932
- Ztracená. Praha: Aventinum 1930

## Zfilmováno
- Ztracená. (A Lost Lady 1924, 1934)
- Ó pionýři!. (O Pioneers! 1992, TV drama)
- Moje Antonie. (My Antonia 1995, TV drama)
- The Song of the Lark. (USA, 2001)

## Ocenění
Získala devět čestných doktorátů amerických univerzit a podle jejích novel a románů vznikla řada filmů.
- 1923: Pulitzerova cena za román "One of ours"
- 1929: Zvolena členkou American Academy of Arts and Letters
- 1930: Howelova medaile American Academy of Arts and Letters za román "Smrt si jde pro arcibiskupa"
- 1933: francouzská "Prix Femina Americain" za román "Stíny na úskalí"
- 1944: Zlatá medaile American Academy of Arts and Letters za životní dílo.